# Chiara Galiazzo
Chiara Galiazzo (Padua, 12 de agosto de 1986) es una cantante italiana, que comenzó a ser conocida tras participar en el talent show X Factor, también ha participado varias veces en el Festival de San Remo.

## Biografía
Pasó su infancia en Saonara y tras la secundaria, estudió economía en la Universidad Católica del Sagrado Corazón de Milán.

## Discografía
- Un posto nel mondo, 2013
- Un giorno di sole, 2014
- Nessun posto è casa mia, 2017